# Hans Rebmann

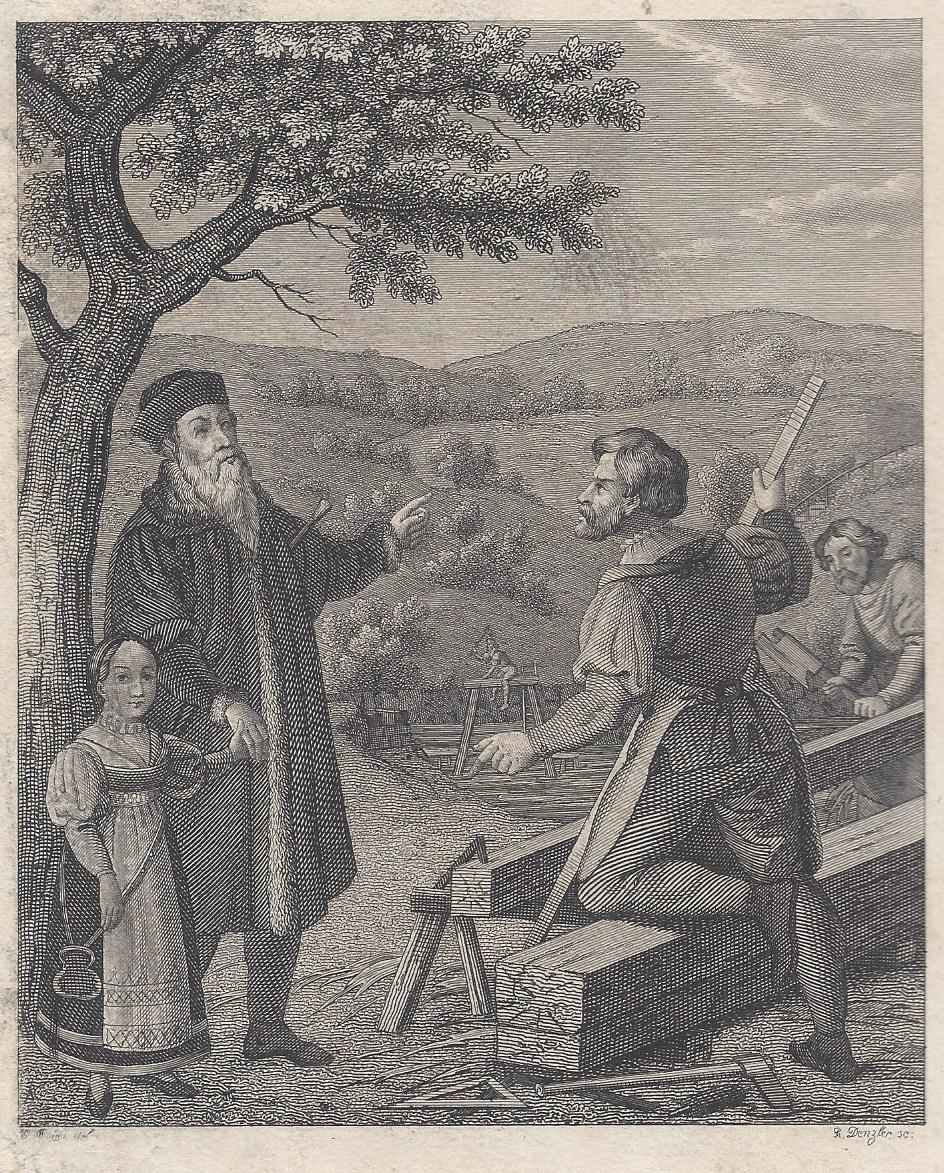
Der blinde Hans Rebmann, von der Enkelin geführt, gibt die Anweisungen zum Bau des Blindensteges

Hans Rebmann (genannt Blindhans; * 1499 in Wigoltingen im Kanton Thurgau; † 25. August 1568 in Zürich) war ein im Bauernkrieg geblendeter reformierter Theologe.

## Leben
Hans Rebmann wurde 1499 in Wigoltingen im Kanton Thurgau geboren. Infolge des Umzuges der Eltern nach Waldshut am Rhein besuchte er die dortige Lateinschule. Nach einem Studium der Theologie in Straßburg erhielt er 1521 in Konstanz die Priesterweihe. Erste Anstellungen folgten im elsässischen Zabern und 1523 in Waldshut. 1524 erhielt der reformierte Theologe nach einem Zerwürfnis mit dem Waldshuter Theologen Balthasar Hubmaier auf die Vermittlung Zwinglis eine Predigerstelle im kleggauischen Flecken Grießen. Rebmann ist ab dem Januar in Grießen nachweisbar. Vom Dezember 1524 bis Februar 1525 hielt sich Thomas Müntzer, wohl als Gast des „kleggauer“ Bauernführers Klaus Wagner (vermutlich identisch mit Klaus Meyer), in dem Ort auf. Eine engere ideologische Beziehung von Rebmann zu Müntzer liegt daher nahe. Rebmann unterstützte jedenfalls im weiteren Verlauf des Jahres den Aufstand der Klettgauer Bauern gegen den Grafen von Sulz. Bei der Niederschlagung des „kleggauer“ Bauernaufstandes in der Schlacht von Grießen am 4. November 1525 wurde Rebmann gefangen genommen und in der Küssaburg auf Anordnung des Rudolf V. von Sulz mit einem eisernen Löffel geblendet. Der blinde Rebmann, dessen Augenhöhlen mit Hanf tamponiert waren, wurde von zwei Begleitern, denen man die Schwurfinger abgehackt hatte nach Waldshut geführt. Die Angabe Wilhelm Zimmermanns, Rebmann sei seinen Wunden erlegen, ist unrichtig. Nach der Übernahme der Stadt Waldhut im Dezember 1525 durch ein Kontingent des Statthalters Hans Imer von Gilgenberg aus Ensisheim wurde Rebmann unter Trommel und Pfeifenklang zum Spott aus der Stadt ausgewiesen. Rebmann gelangte nach Konstanz, wo er zunächst Hilfe durch seinen Amtsbruder Ambrosius Blarer bekam. Blarer wies Rebmann unter dem Druck der Innsbrucker Regierung nach Zürich weiter. Dort erhielt er durch Zwinglis Vermittlung 1527 eine Pfarrstelle in Lufingen an der Töss. Rebmann, der zur Betreuung seiner Gemeinde die Töss zwischen Lufingen und Dättlikon überqueren musste, ließ nach seinen Anweisungen einen Steg errichten, der unter dem Namen „Blindensteg“ überdauerte. Der hölzerne zuletzt 1914 erneuerte Blindensteg wurde 2010 durch eine 38 m lange Stahlbetonkonstruktion ersetzt. Ein Kupferstich von Conrad Meyer aus dem 17. Jahrhundert stellt den greisen Rebmann dar, der an der Hand einer Enkelin den Steg überquert. 1558 übernahm Rebmann die Stelle eines Pfarrers am Spital an der Spannweide in Zürich, die er bis zu seinem Tod am 25. August 1568 innehatte. Heinrich Bullinger trug seinen Tod am 28. August 1568 in sein Totenbuch ein.